# High Hopes (Kodaline)
High Hopes è un singolo del quartetto alternative rock di Dublino Kodaline. La canzone è stata resa disponibile per il download digitale il 5 marzo 2013 come primo estratto dal primo album in studio In a Perfect World (2013). Il singolo ha raggiunto il primo posto Irish Singles Chart, e rimane il secondo singolo ad aver raggiunto il secondo posto in Irlanda dopo "Give Me a Minute" nel 2007 quando ancora la band si chiamava 21 Demands. Il singolo è stato inserito nel trailer del film Scrivimi ancora.

## Video musicale
Il video musicale del singolo "High Hopes" è stato pubblicato in un primo momento su Youtube il 23 gennaio 2013. Il video dura in totale quattro minuti e dieci secondi e vede la partecipazione dell'attore irlandese Liam Cunningham.
Il video inizia con la scena di un uomo in procinto di suicidarsi nella propria macchina, asfissiato dai gas di scarico. Mentre siede in auto, una donna in abito da sposa scende da una collina, rincorsa da un uomo che probabilmente ha appena lasciato all'altare. Il suicida, avendo osservato la scena, scende dall'auto, stacca il tubo che portava i gas di scarico dalla marmitta all'bitacolo e offre alla donna una via di fuga. I due viaggiano insieme, lui la porta a casa propria. Iniziano così una convivenza e col tempo finiscono per innamorarsi. Durante una passeggiata l'uomo lasciato all'altare scorge la coppia e spara ai due amanti. Entrambi perdono molto sangue, l'uomo si avvicina alla sua amata, la prende per mano e lo schermo diventa nero. Ritroviamo l'uomo solo in ospedale, lo spettatore pensa che sia l'unico sopravvissuto alla sparatoria, ma alla fine la sua amata arriva dietro di lui e lo abbraccia.

## Tracce
1. High Hopes – 3:51
2. The Answer – 3:41
3. All My Friends – 5:26
4. All I Want (Everything Everything Remix) – 4:57

## Classifiche
Il 21 marzo 2013 il singolo è entrato al primo posto nella classifica irlandese Irish Singles Chart. Il 24 marzo 2013 il singolo è entrato al sedicesimo posto nella classifica britannica Official Singles Chart, diventando il primo singolo della band a rientrare nei primi venti posti in Gran Bretagna. Il singolo ha inoltre raggiunto il tredicesimo posto nella classifica scozzese Scottish Singles Chart.

### Posizioni massime internazionali
| Classifica (2013)                   | Posizione |
| ----------------------------------- | --------- |
| Australia (ARIA)                    | 23        |
| Belgio (Ultratip Fiandre)           | 78        |
| Irlanda (Irish Singles Chart)       | 1         |
| Paesi Bassi (Single Top 100)        | 86        |
| Scozia (Official Charts Company)    | 13        |
| Svizzera (Schweizer Hitparade)      | 38        |
| Regno Unito(Official Singles Chart) | 16        |

## Cronologia
| Paese       | Data          | Formato           | Etichetta |
| ----------- | ------------- | ----------------- | --------- |
| Irlanda     | 15 marzo 2013 | Download digitale | B-Unique  |
| Regno Unito | 15 marzo 2013 | Download digitale | B-Unique  |